# 樫原沙紀
樫原 沙紀（かたぎはら さき、2001年11月12日 - ）は、日本の陸上競技選手。中距離走と長距離走の大会に出場している。

## 経歴
広島県呉市立昭和中学校、広島県立呉三津田高等学校、筑波大学体育専門学群卒業。
昭和中では第43回全日本中学校陸上競技選手権大会において1500mで初優勝を果たし、呉三津田高校1年の時の全国高等学校総合体育大会陸上競技大会1500mが全国大会初出場である。
2020年より4年連続で日本陸上競技選手権大会に1500mで出場、2022年と2023年には800mでも出場している。
2023年には日本学生陸上競技個人選手権大会女子1500mにて優勝を果たした。同年のワールドユニバーシティゲームズ日本代表に女子1500mで選出され、5位に入った。
2024年4月、エディオンに入社し、女子陸上競技部に所属。